# American Sociological Review
American Sociological Review – recenzowane czasopismo naukowe zawierające artykuły z dziedziny socjologii: prace oryginalne, teoretyczne, metodologiczne i wyniki badań naukowych, które poszerzają wiedzę na temat podstawowych procesów społecznych. Istnieje od 1936 roku i jest sztandarowym czasopismem Amerykańskiego Towarzystwa Socjologicznego.
Czasopismo ma 3 redaktorów naczelnych: Omara A. Lizardo, Rory'ego McVeigha i Sarah Mustillo z Uniwersytetu Notre Dame. W 2015 roku do publikacji na łamach periodyku zaakceptowano 7,9% przesłanych do redakcji manuskryptów.
Impact factor czasopisma za rok 2015 wyniósł 3,989, co uplasowało je na 2. miejscu na 142 czasopisma w kategorii „socjologia”. Na polskiej liście czasopism punktowanych przez Ministerstwo Nauki i Szkolnictwa Wyższego z 2015 roku „American Sociological Review” przyznano maksymalną liczbę punktów – 50. SCImago Journal Rank czasopisma za 2015 rok wyniósł 4,644, dając mu 9. miejsce na 951 czasopism w kategorii „socjologia i politologia”.